# やんちゃくれ コシノのお母ちゃんと三姉妹の奮闘記
『やんちゃくれ コシノのお母ちゃんと三姉妹の奮闘記』（やんちゃくれ コシノのおかあちゃんとさんしまいのふんとうき）は、小篠綾子の自伝。2001年10月23日に講談社から出版された。また、本書を原作・原案にした舞台、テレビドラマについても述べる。

## 概要
日本のファッションデザイナーの先駆者として活躍したコシノファミリーのお母ちゃんこと小篠綾子が、自身の波乱に満ちた半生をエッセイ風に綴った自叙伝で、2001年10月23日に講談社から刊行された。2011年9月21日に講談社+α文庫より、再編集、文庫収録し、『コシノ洋装店ものがたり』（コシノようそうてんものがたり）と改題して出版された。

## 書誌情報
- 小篠綾子『やんちゃくれ コシノのお母ちゃんと三姉妹の奮闘記』講談社、2001年10月23日発売[1]、ISBN 978-4-06-210744-0
- 小篠綾子『コシノ洋装店ものがたり』講談社、2011年9月21日発売[2]、ISBN 978-4-06-281443-0

## 舞台
「やんちゃくれ コシノのお母ちゃんと三姉妹の奮闘記」を原作とする舞台『コシノものがたり 心はいつも乙女のように』が2005年1月2日から同年1月28日まで明治座にて上演された。脚本・演出は元生茂樹。

### スタッフ (舞台)
- 脚本・演出：元生茂樹

### キャスト (舞台)
- コシノジュンコ：萬田久子（幼少時代：小倉唯[5]、須貝菜々子）
- コシノヒロコ：池畑慎之介（幼少時代：小川夏樹、田村真依奈）
- コシノミチコ：牧瀬里穂（幼少時代：田中ひかり[6]、星野伶衣）
- コシノアヤコ：赤木春恵
- 武一・鈴木慎一：高知東生
- 木元：不破万作

## テレビドラマ
舞台「コシノものがたり」を原案とするテレビドラマ『コシノ家の闘う女たち〜肝っ玉お母ちゃんとパワフル三姉妹』（コシノけのたたかうおんなたち きもったまおかあちゃんとパワフルさんしまい）が、2006年8月8日21時-22時54分に日本テレビ系「DRAMA COMPLEX」枠で放送された。

### スタッフ (ドラマ)
- 原案：「コシノものがたり」元生茂樹 著
- 監督：片岡K
- 脚本：伴一彦、阿相クミコ
- プロデューサー：佐藤敦（日本テレビ）、西牟田知夫（日本テレビ）、小林紀子（日本テレビ）、渡邉浩仁

### キャスト (ドラマ)
- コシノアヤコ：三田佳子
- コシノヒロコ：秋野暢子（幼少時代：森本更紗、18歳時代：長嶋美紗）
- コシノジュンコ：広田レオナ（幼少時代：岡田千咲、16歳時代：北村佳織）
- コシノミチコ：神田うの（幼少時代：御手洗亜美、子供時代：大野真緒）
- 木元信二：山本圭
- 鈴木慎一：津田寛治
- 下島高志：中原丈雄
- 木元時子：渡辺典子
- 小篠ゆま：橋口恵莉奈

### テーマ曲・主題歌
- オープニングテーマ：布袋寅泰「フェニックス」
- 主題歌
  - 米米CLUB「君を離さない」（ソニー・ミュージックレコーズ）
- 挿入歌
  - 工藤静香「Clāvis -鍵-」（ポニーキャニオン）